# Troca de mensagens
Em ciência da computação, troca de mensagens é uma forma comunicação entre processos que consiste em enviar mensagens a destinatários, sob forma de invocação de funções, sinais ou pacotes de dados. A transferência dos dados é uma tarefa cooperativa entre processos, pois para cada operação de envio deve haver uma operação de recebimento relacionada. O termo é usado em computação paralela, computação concorrente e em programação orientada a objeto.
Sistemas de objetos distribuídos e de chamadas remotas como ONC RPC, Corba, Java RMI, DCOM, SOAP, .NET Remoting, QNX Neutrino RTOS, OpenBinder, D-Bus entre outros são sistemas de troca de mensagens.
Linguagens de programação baseadas no modelo de troca de mensagem geralmente definem essa troca como o envio de um dado a um destinatário qualquer, como uma thread ou um socket, geralmente de forma assíncrona e por cópia do dado.